# Grieta de tensión

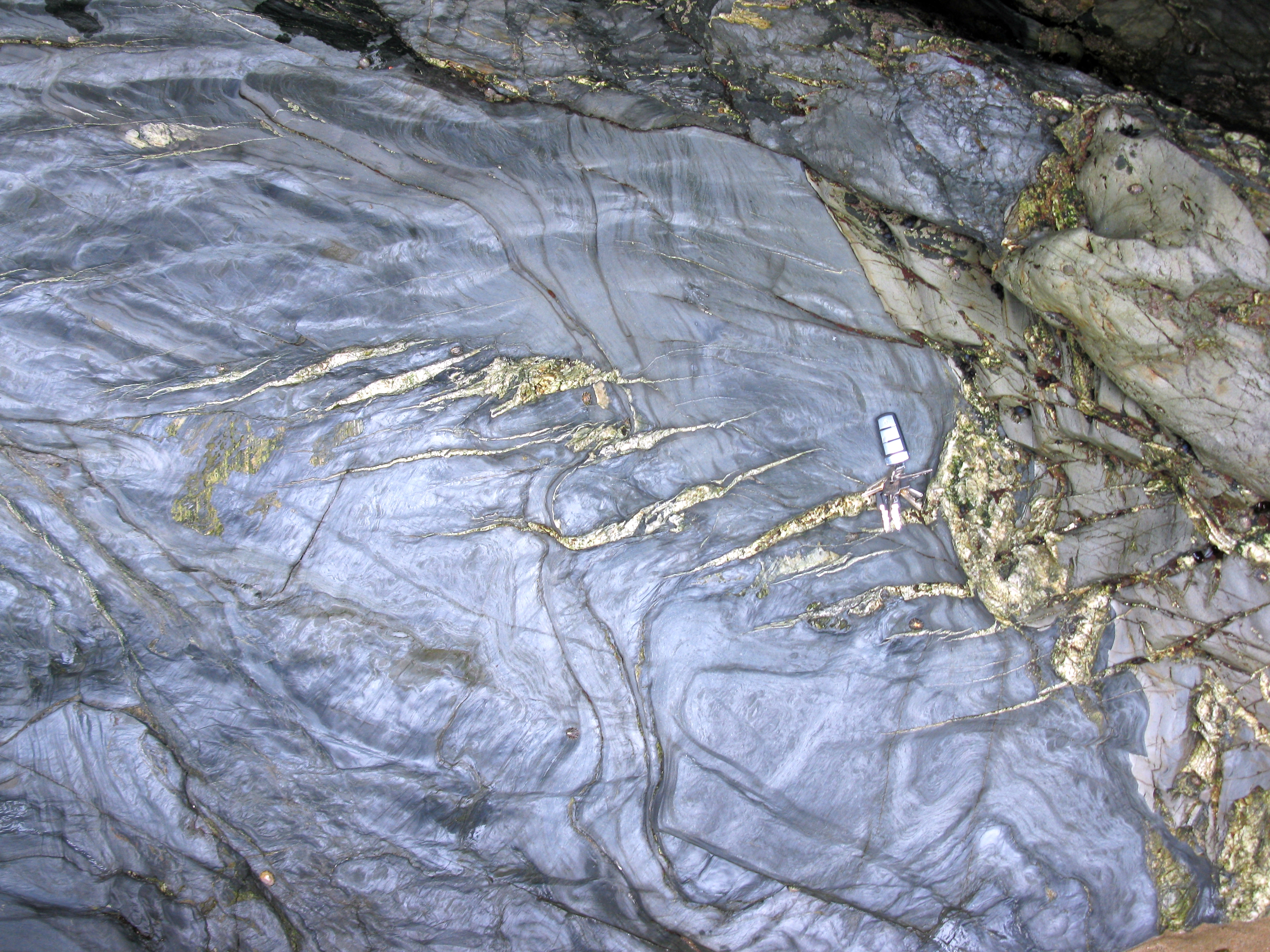
Grietas de tesión en disposición izquierda lateral en estratos pelíticos en Newquay, Cornualles, Inglaterra. La escala, una llave de auto, tiene un largo aproximado de 7.5 cm.

En geología una grieta de tensión es aquella veta formada por tensión cortante. Pueden estar rellenas de cuarzo o calcita y con disposición escalonada. En algunas calizas se ha observado que ocurren junto a estilolitos cortos (<1 m). La precipitación del relleno mineral es usualmente instantánea a la apertura de las grietas. Algunas fallas pueden iniciarse como grietas de tensión en zonas donde las masas rocosas son semi-dúctiles. Por tanto se les puede considerar parte del mismo grupo de fenómenos que las fallas.